# Conférence épiscopale d'Angola et de Sao Tomé
La conférence épiscopale d'Angola et de Sao Tomé (en portugais : Conferência Episcopal de Angola e São Tomé, abrégé CEAST) est une conférence épiscopale de l’Église catholique qui réunit les ordinaires des deux pays lusophones Angola et Sao Tomé-et-Principe.
Elle fait partie du Symposium des conférences épiscopales d'Afrique et de Madagascar (SCEAM), avec une vingtaine d’autres conférences épiscopales.

## Liste des diocèses
Angola
- Archidiocèse de Huambo
  - Diocèse de Benguela
  - Diocèse de Kwito-Bié (pt)
- Archidiocèse de Luanda
  - Diocèse de Cabinda (en)
  - Diocèse de Caxito (pt)
  - Diocèse de Mbanza Congo (pt)
  - Diocèse de Sumbe (pt)
  - Diocèse de Viana (en)
- Archidiocèse de Lubango
  - Diocèse de Menongue (pt)
  - Diocèse de Namibe (pt)
  - Diocèse d'Ondjiva (pt)
- Archidiocèse de Malanje
  - Diocèse de Ndalatando (pt)
  - Diocèse d'Uíge (pt)
- Archidiocèse de Saurimo
  - Diocèse de Dundo (pt)
  - Diocèse de Lwena (pt)

 Sao Tomé-et-Principe
- Diocèse de Sao Tomé-et-Principe

## Historique
Liste des présidents
- Manuel Nuñes Gabriel, Archevêque de Luanda (1967-1975)
- Eduardo André Muaca, Archevêque de Luanda (1975-1982)
- Manuel Franklin da Costa, Archevêque de Lubango (1982-1990)
- Cardinal Alexandre do Nascimento, Archevêque de Luanda (1990-1997)
- Zacarias Kamwenho, Archevêque de Lubango (1997-2003)
- Damião António Franklin, Archevêque de Luanda (2003-2009)
- Gabriel Mbilingi, CSSp, Archevêque de Lubango (2009–2015)
- Filomeno do Nascimento Vieira Dias, Archevêque de Luanda (2015–2021)
- José Manuel Imbamba, Archevêque de Saurimo (2021–present)